# Verreries de Rive-de-Gier
 (septembre 2017).
Si vous disposez d'ouvrages ou d'articles de référence ou si vous connaissez des sites web de qualité traitant du thème abordé ici, merci de compléter l'article en donnant les références utiles à sa vérifiabilité et en les liant à la section « Notes et références ».
La verrerie a connu un essor important au sein de la ville de Rive-de-Gier. De la première verrerie crée en 1780, plusieurs suivirent jusqu'à l'existence d'une trentaine dans les années 1830. 

## Histoire
Les forêts s'épuisant, les gentilshommes-verriers trouvaient de moins en moins de propriétaires enclins à leur octroyer des autorisations d'exploitation. Aussi lorsqu'ils apprirent que dans la vallée du Gier, le charbon de terre était largement exploité, ils s'installèrent tout d'abord à Givors qui avait déjà une industrie verrière et où le Rhône leur fournissait le sable ; grâce aux mulets d'abord et au canal de Givors ensuite, le charbon de Rive-de-Gier leur parvenait en grande quantité. Or, si les bateaux du Canal descendaient le charbon à Givors, ils étaient aussi capables de remonter chargés de sable et c'est ainsi qu'à partir de 1780 environ, des verriers s'établirent à Rive-de-Gier.
D'après Claudius Chomienne, historien ripagérien, un sieur Claudius, un Lyonnais, a fait une première fonte le 14 août 1785, dans sa verrerie située à Chantegraine avec comme premiers ouvriers verriers, la famille Allimand (Ours ou Tours Allimand et ses cinq ﬁls).
En 1786, un autre personnage, Folletête, est propriétaire de la deuxième verrerie. 
En 1833, il y avait à Rive-de-Gier :
- quinze verreries à bouteilles produisant quinze millions de bouteilles
- douze verreries à vitres
- deux verreries à gobeleterie.

En 1853, les familles Fleurdelix, Aroud, Ninquerier, Teillard, Laurent, Hutter, Pelletier, Robichon, etc. dont les établissements sont disséminés sur toute la ville, se regroupent pour former la Cie Générale des Verreries de la Loire et du Rhône, prospère jusqu'en 1883 mais dont ne ﬁrent pas partie les Ets Boichot, Lanoir et Richarme ces deux derniers s'étant très vite rapprochés des centres de production d'eau minérale de Saint-Galmier. Ils ont comme ouvriers de nombreux arrivants de l'Est, de Franche-Comté, de Forêt Noire, etc., dont les noms plus ou moins francisés ont été répertoriés par Walter Neutzling.
L'ancienne verrerie Lanoir est encore visible, ainsi que l'un des bâtiments qui abritaient son personnel. La plus grande partie de ces immeubles à vocation locative a été démolie en 2003.

### La verrerie Richarme
La verrerie Richarme fondée en 1826, par trois frères, reconstruite en 1877 par leur successeur Pétrus Richarme a été la première à utiliser des fours à gaz et à fusion continue (système Siemens), ainsi que des procédés et des engins des plus perfectionnés.
Au décès de P. Richarme en 1892, c'est son neveu qui prend les rênes et il devra affronter, en 1894, une grève de 9 mois environ, d'où naîtra l'éphémère  "Verrerie aux Verriers".
La verrerie Richarme a cessé son activité en 1958 et a été démolie en 1964.

### La verrerie des Vernes
La Verrerie des Vernes est une verrerie coopérative. Établissement construit en 1882, il connait différents directeurs plus ou moins compétents ou scrupuleux, qui laissent en 1902, un passif de 60000 francs. Les ouvriers avec à leur tête Pierre Vinay, l'ancien directeur de le Verrerie aux Verriers, fondent le 14 septembre 1902, une Société au capital variable puisque formé par des parts de 100 francs chacune. Chaque associé doit acquérir une part de 100 francs dès l'embauche et atteindre 125 parts au fur et à mesure des délibérations successives. Cette verrerie coopérative fonctionna jusqu'en 1955 mais dès 1950, l'esprit coopératif s'est émoussé. Le bâtiment existe toujours.

### La verrerie Hémain
La Verrerie Hémain a été créée en 1906 par un ripagérien, Joseph Hémain qui sans cesse agrandira son usine en utilisant aussi les moyens modernes de production. Ses fils, Hémain frères, lui succèdent mais en 1958 c'est le groupe Souchon-Neuvesel qui prend la direction ; en 1967, la dénomination est Boussois-Souchon-Neuvesel (BSN), puis successivement, Verreries du Gier, Verreries mécaniques Champenoises (VMC), Bormioli-Rocco et enfin Duralex qui arrête la production en 2006 et la vente aux enchères de 2008 signiﬁera la ﬁn de la verrerie à Rive de Gier. Le site pollué et la structure de l'usine attendent un nouvel avenir.